# مایجاستینا کالوس
مایجاستینا کالوس (انگلیسی: Maijastina Kahlos؛ زادهٔ ۱ ژانویهٔ ۱۹۶۷) مورخ امپراتوری روم اهل فنلاند است.